# Walter Fischer
Walter Fischer (21 febbraio 1889 – 3 aprile 1959) è stato un calciatore tedesco, di ruolo attaccante.